# Rivfader
Rivfader è il primo demo del gruppo musicale finlandese Finntroll, uscito nel 1998.

## Il disco
Hanno partecipato alla registrazione Jan "Katla" Jämsen e Teemu "Somnium" Raimoranta, mentre per la batteria venne fatto uso di una drum machine.
La title track, Vätteanda e Midnattens Widunder verranno poi nuovamente incise ed incluse nell'album di debutto Midnattens Widunder.
Rivfader, come descritto nell'omonima canzone, è un troll che si risveglia dopo un lungo sonno per distruggere la "piaga cristiana" nelle terre del nord.

## Tracce
1. Intro-Haterop – 3:18
2. Rivfader – 4:08
3. Vätteanda – 4:34
4. Den Svarta Älgens Blod – 2:34
5. Midnattens Widunder – 4:38
6. Outro-Stigen – 1:39

## Formazione
- Jan "Katla" Jämsen
- Teemu "Somnium" Raimoranta